# Pimoa
Pimoa es un género de arañas de la familia Pimoidae. Su género hermano es Nanoa.

## Especies
- Pimoa altioculata (Keyserling, 1886)
- Pimoa anatolica Hormiga, 1994
- Pimoa anning Zhang & Li, 2021
- Pimoa binchuanensis Zhang & Li, 2019
- Pimoa bomi Zhang & Li, 2021
- Pimoa breuili (Fage, 1931)
- Pimoa breviata Chamberlin & Ivie, 1943
- Pimoa cawarong Zhang & Li, 2021
- Pimoa clavata Xu & Li, 2007
- Pimoa cona Zhang & Li, 2020
- Pimoa crispa (Fage, 1946)
- Pimoa cthulhu Hormiga, 1994
- Pimoa curvata Chamberlin & Ivie, 1943
- Pimoa daman Zhang & Li, 2021
- Pimoa danba Zhang & Li, 2021
- Pimoa delphinica Mammola, Hormiga & Isaia, 2016
- Pimoa deqen Zhang & Li, 2021
- Pimoa dongjiu Zhang & Li, 2021
- Pimoa duiba Zhang & Li, 2020
- Pimoa edenticulata Hormiga, 1994
- Pimoa exigua Irfan, Wang & Zhang, 2021
- Pimoa gagna Zhang & Li, 2021
- Pimoa gandhii Hormiga, 1994
- Pimoa graphitica Mammola, Hormiga & Isaia, 2016
- Pimoa guiqing Zhang & Li, 2021
- Pimoa gyaca Zhang & Li, 2021
- Pimoa gyara Zhang & Li, 2021
- Pimoa gyirong Zhang & Li, 2021
- Pimoa haden Chamberlin & Ivie, 1943
- Pimoa heishui Zhang & Li, 2021
- Pimoa hespera (Gertsch & Ivie, 1936)
- Pimoa indiscreta Hormiga, 1994
- Pimoa jellisoni (Gertsch & Ivie, 1936)
- Pimoa jinchuan Zhang & Li, 2021
- Pimoa khaptad Zhang & Li, 2021
- Pimoa koshi Zhang & Li, 2021
- Pimoa lata Xu & Li, 2009
- Pimoa laurae Hormiga, 1994
- Pimoa lemenba Zhang & Li, 2020
- Pimoa lhatog Zhang & Li, 2021
- Pimoa lihengae Griswold, Long & Hormiga, 1999
- Pimoa mainling Zhang & Li, 2020
- Pimoa mechi Zhang & Li, 2021
- Pimoa mephitis Hormiga, 1994
- Pimoa miandam Zhang & Li, 2021
- Pimoa miero Zhang & Li, 2021
- Pimoa mono Hormiga, 1994
- Pimoa mude Zhang & Li, 2021
- Pimoa muli Zhang & Li, 2021
- Pimoa nainital Zhang & Li, 2021
- Pimoa naran Zhang & Li, 2021
- Pimoa nematoides Hormiga, 1994
- Pimoa ninglang Zhang & Li, 2021
- Pimoa nyalam Zhang & Li, 2021
- Pimoa nyingchi Zhang & Li, 2020
- Pimoa petita Hormiga, 1994
- Pimoa phaplu Zhang & Li, 2021
- Pimoa pingwuensis Irfan, Wang, Zhao & Zhang, 2022
- Pimoa putou Zhang & Li, 2021
- Pimoa rara Zhang & Li, 2021
- Pimoa rongxar Zhang & Li, 2020
- Pimoa reniformis Xu & Li, 2007
- Pimoa rupicola (Simon, 1884)
- Pimoa samyai Zhang & Li, 2020
- Pimoa sangri Zhang & Li, 2021
- Pimoa shigatse Zhang & Li, 2021
- Pimoa shoja Zhang & Li, 2021
- Pimoa sinuosa Hormiga, 1994
- Pimoa tehama Hormiga & Lew, 2014
- Pimoa tengchong Zhang & Li, 2021
- Pimoa thaleri Trotta, 2009
- Pimoa trifurcata Xu & Li, 2007
- Pimoa vera Gertsch, 1951
- Pimoa wanglangensis Yuan, Zhao & Zhang, 2019
- Pimoa wulipoensis Irfan, Wang & Zhang, 2021
- Pimoa xiahe Zhang & Li, 2021
- Pimoa xinjianensis Zhang & Li, 2019
- Pimoa yadong Zhang & Li, 2020
- Pimoa yajiangensis Irfan, Wang, Zhao & Zhang, 2022
- Pimoa yejiei Zhang & Li, 2021
- Pimoa yele Zhang & Li, 2021
- Pimoa zayu Zhang & Li, 2021
- Pimoa zekogensis Irfan, Wang, Zhao & Zhang, 2022
- Pimoa zhigangi Zhang & Li, 2021